# En människa kan mördas men inte idéer
En människa kan mördas men inte idéer: en biografi över Anna Lindh är en biografi från 2022 av Eva Franchell om politikern och utrikesministern Anna Lindh (1957–2003).
Eva Franchell, som var Anna Lindhs pressekreterare från 1994 till 2000, tecknar en bild av en målmedveten och starkt engagerad politiker. Hon ger även en detaljerad skildring av mordet på Anna Lindh den 10 september 2003, vilket hon bevittnade.

## Utgåva
- Franchell, Eva (2022). En människa kan mördas men inte idéer: en biografi över Anna Lindh. Stockholm: Albert Bonniers förlag. sid. 491. Libris 2grkk56808qlq99p. ISBN 978-91-0-018049-2